# Plebejus tuscanica
Plebejus tuscanica är en fjärilsart som beskrevs av Ruggero Verity 1919. Plebejus tuscanica ingår i släktet Plebejus och familjen juvelvingar. Inga underarter finns listade i Catalogue of Life.